# Lijst van nummer 1-hits in Zwitserland in 2019
Deze hits stonden in 2019 op nummer 1 in de Schweizer Hitparade, de bekendste hitlijst in Zwitserland.
| Datum        | Artiest                             | Titel                           |
| ------------ | ----------------------------------- | ------------------------------- |
| 6 januari    | Ava Max                             | Sweet but psycho                |
| 13 januari   | Ava Max                             | Sweet but psycho                |
| 20 januari   | Shindy                              | Dodi                            |
| 27 januari   | Ariana Grande                       | 7 rings                         |
| 3 februari   | Capital Bra                         | Prinzessa                       |
| 10 februari  | Ava Max                             | Sweet but psycho                |
| 17 februari  | Eno & Mero                          | Ferrari                         |
| 24 februari  | Ava Max                             | Sweet but psycho                |
| 3 maart      | Lady Gaga & Bradley Cooper          | Shallow                         |
| 10 maart     | Lady Gaga & Bradley Cooper          | Shallow                         |
| 17 maart     | Lady Gaga & Bradley Cooper          | Shallow                         |
| 24 maart     | Capital Bra & Samra                 | Wir ticken                      |
| 31 maart     | Capital Bra                         | Cherry lady                     |
| 7 april      | Rammstein                           | Deutschland                     |
| 14 april     | Samra                               | Harami                          |
| 21 april     | Capital Bra, Summer Cem & KC Rebell | Rolex                           |
| 28 april     | Lil Nas X                           | Old town road                   |
| 5 mei        | Lil Nas X                           | Old town road                   |
| 12 mei       | Lil Nas X                           | Old town road                   |
| 19 mei       | Ed Sheeran & Justin Bieber          | I don't care                    |
| 26 mei       | Luca Hänni                          | She got me                      |
| 2 juni       | Luca Hänni                          | She got me                      |
| 9 juni       | Luca Hänni                          | She got me                      |
| 16 juni      | Lil Nas X                           | Old town road                   |
| 23 juni      | Lil Nas X                           | Old town road                   |
| 30 juni      | Capital Bra & Samra                 | Tilidin                         |
| 6 juli       | Shawn Mendes & Camila Cabello       | Señorita                        |
| 13 juli      | Shawn Mendes & Camila Cabello       | Señorita                        |
| 20 juli      | Shawn Mendes & Camila Cabello       | Señorita                        |
| 27 juli      | Shawn Mendes & Camila Cabello       | Señorita                        |
| 4 augustus   | Shawn Mendes & Camila Cabello       | Señorita                        |
| 11 augustus  | Shawn Mendes & Camila Cabello       | Señorita                        |
| 18 augustus  | Shawn Mendes & Camila Cabello       | Señorita                        |
| 25 augustus  | Shawn Mendes & Camila Cabello       | Señorita                        |
| 1 september  | Shawn Mendes & Camila Cabello       | Señorita                        |
| 8 september  | Shawn Mendes & Camila Cabello       | Señorita                        |
| 15 september | Tones and I                         | Dance monkey                    |
| 22 september | Tones and I                         | Dance monkey                    |
| 29 september | Tones and I                         | Dance monkey                    |
| 6 oktober    | Tones and I                         | Dance monkey                    |
| 13 oktober   | Tones and I                         | Dance monkey                    |
| 20 oktober   | Tones and I                         | Dance monkey                    |
| 27 oktober   | Tones and I                         | Dance monkey                    |
| 3 november   | Tones and I                         | Dance monkey                    |
| 10 november  | Tones and I                         | Dance monkey                    |
| 17 november  | Tones and I                         | Dance monkey                    |
| 24 november  | Tones and I                         | Dance monkey                    |
| 1 december   | Tones and I                         | Dance monkey                    |
| 8 december   | Tones and I                         | Dance monkey                    |
| 15 december  | Tones and I                         | Dance monkey                    |
| 22 december  | Tones and I                         | Dance monkey                    |
| 29 december  | Mariah Carey                        | All I want for Christmas is you |